# Trechnites fuscitarsis
Trechnites fuscitarsis är en stekelart som först beskrevs av Thomson 1876.  Trechnites fuscitarsis ingår i släktet Trechnites och familjen sköldlussteklar. Arten är reproducerande i Sverige. Inga underarter finns listade i Catalogue of Life.